# Philippe Olivier
Philippe Olivier (Juvisy-sur-Orge, 30 agosto 1961) è un politico francese, europarlamentare nella IX legislatura.

## Biografia
Avvocato, membro del Front National di Jean Marie Le Pen dal 1979, è stato un influente dirigente negli anni '90. 
È stato consigliere regionale dell'Île-de-France dal 1992 al 2004, e consigliere municipale di Maisons-Alfort dal 1995 al 2001.
Con la moglie, Marie-Caroline Le Pen, figlia di Jean Marie, è entrato a far parte del Movimento Nazionale Repubblicano (MNR) di Bruno Mégret nel 1998, quando si è diviso dall'FN, di cui è stato uno dei dirigenti principali.
Dopo il fallimento dell'MNR, si è avvicinato al suo vecchio partito. Dalla metà degli anni 2000 alle elezioni presidenziali del 2012 è stato consigliere di sua cognata Marine Le Pen, giunta al vertice dell'FN. Poi, prendendo le distanze, ha corso tra il 2012 e il 2015 in diverse elezioni locali con il sostegno di Nicolas Dupont-Aignan di Debout la France, divenendo consigliere municipale di Draveil dal 2014 al 2016.
È diventato nuovamente consigliere di Marine Le Pen nel 2015 ed è tornato a far parte dell'FN nel 2016, insieme alla moglie. È entrato a far parte degli organi direttivi del partito nel 2018, al termine del suo XVI congresso.
Difensore di una linea identitaria e rivale di Florian Philippot fino all'uscita di quest'ultimo, esercita un'influenza di primo piano all'interno dell'FN, divenuto Rassemblement National, pur rimanendo poco esposto ai media.
È stato eletto con l'RN europarlamentare nel 2019. A Strasburgo è membro del gruppo Identità e Democrazia e membro della commissione per i trasporti e il turismo.